# Ichneumoninae
Sous-famille
Les Ichneumoninae sont une sous-famille d’insectes de l’ordre des hyménoptères, endoparasitoïdes de larves de lépidoptères (Noctuidae, Geometridae et autres familles). Ils sont répartis en plusieurs tribus :
- Alomyini
- Callajoppini
- Ctenocalini
- Eurylabini
- Goedartiini
- Heresiarchini
- Ichneumonini
- Joppocryptini
- Listrodromini
- Oedicephalini
- Phaeogenini
- Platylabini
- Zimmerini

## Liste de genres
Achaius, Acolobus, Amblyteles, Anisobas, Aoplus, Callajopa, Chasmias, Cratichneumon, Diphyus, Eristicus, Eupalamus, Exephanes, Hepiopelmus, Hoplismenus, Ichneumon, Neotypus, Protichneumon, Pterocormus, Stenichneumon, Tricholabus, ...